# Morti nel 1601
| Questa pagina contiene informazioni ricavate automaticamente dalle voci biografiche con l'ausilio del template Bio e di un bot. L'aggiornamento è periodico e automatico e ricostruisce completamente la pagina. Se manca una persona in questa lista, sei pregato di non aggiungerla, ma accertati piuttosto che la sua voce biografica contenga il template Bio e che i dati anagrafici siano correttamente compilati. Se il template Bio manca, inseriscilo tu stesso o, in alternativa, metti l'avviso {{tmp\|Bio}} che ne segnala la mancanza. Se i dati riportati sono sbagliati, correggi direttamente la voce biografica; le modifiche saranno visibili in questa lista entro pochi giorni. Per chiarimenti vedi il progetto biografie. La lista contiene solo le 67 persone che sono citate nell'enciclopedia e per le quali è stato implementato correttamente il template Bio. Pagina aggiornata al 23 nov 2024. |

## Gennaio(5)
- 10 gennaio - Alessandro Franceschi, vescovo cattolico italiano (n. 1543)
- 19 gennaio - Henry Herbert, II conte di Pembroke, nobile e politico inglese (n. 1539)
- 28 gennaio - Annibale Rucellai, vescovo cattolico italiano
- 29 gennaio - Luisa di Lorena-Vaudémont, regina (n. 1553)
- 31 gennaio - Scipione Ammirato, storico, genealogista e letterato italiano (n. 1531)

## Febbraio(4)
- 7 febbraio - Martin Garzez, militare spagnolo (n. 1526)
- 15 febbraio - Suetsugu Motoyasu, militare giapponese (n. 1560)
- 25 febbraio - Robert Devereux, II conte d'Essex, militare inglese (n. 1567)
- 27 febbraio - Anna Line, santa inglese

## Marzo(5)
- 4 marzo - Gentile Delfini, vescovo cattolico italiano
- 13 marzo - Mordecai Maisel, politico e filantropo ceco (n. 1528)
- 14 marzo - Bernardino Pino da Cagli, abate, letterato e commediografo italiano
- 18 marzo - Christopher Blount, militare inglese
- 23 marzo - Ascanio Pignatelli, poeta italiano (n. 1550)

## Aprile(1)
- 24 aprile - Kobayakawa Hidekane, militare giapponese (n. 1567)

## Maggio(4)
- 3 maggio - Tiberio Cerasi, religioso e banchiere italiano (n. 1544)
- 12 maggio - Anna III di Stolberg, religiosa tedesca (n. 1565)
- 19 maggio - Costanzo Porta, compositore italiano
- 21 maggio - Gebhard Truchsess von Waldburg, arcivescovo cattolico tedesco (n. 1547)

## Giugno(4)
- 11 giugno - Francesca d'Orléans-Longueville, nobile francese (n. 1549)
- 15 giugno - Germana Cousin,  francese (n. 1579)
- 24 giugno - Enrichetta di Nevers, nobile francese (n. 1542)
- 25 giugno - Peregrine Bertie, XIII barone Willoughby de Eresby, generale, diplomatico e nobile inglese (n. 1555)

## Luglio(2)
- 10 luglio - Damat İbrahim Pascià, politico e militare ottomano (n. 1517)
- 26 luglio - Lavinia della Rovere, nobildonna italiana (n. 1521)

## Agosto(4)
- 9 agosto - Michele il Coraggioso, sovrano rumeno (n. 1558)
- 10 agosto - Giovanni Alberti, pittore italiano (n. 1558)
- 11 agosto - Johannes Heurnius, medico e naturalista olandese (n. 1543)
- 31 agosto - Gian Vincenzo Pinelli, umanista italiano (n. 1535)

## Settembre(5)
- 3 settembre - Maria Enrichetta di Nevers, nobile francese (n. 1571)
- 7 settembre - John Shakespeare, mercante britannico (n. 1531)
- 12 settembre - Melezio I Pegas, arcivescovo ortodosso greco (n. 1549)
- 18 settembre - Giovanni Francesco Aldobrandini, generale e diplomatico italiano (n. 1545)
- 24 settembre - Pietro Bongo, scrittore italiano

## Ottobre(3)
- 19 ottobre - Fernando Ruiz de Castro, nobile spagnolo (n. 1548)
- 21 ottobre - Hoshina Masanao, militare giapponese (n. 1542)
- 24 ottobre - Tycho Brahe, astronomo e astrologo danese (n. 1546)

## Novembre(1)
- 26 novembre - Benedetto Pallavicino, compositore e organista italiano

## Dicembre(5)
- 2 dicembre - Giovanni Zecchi, medico italiano (n. 1533)
- 16 dicembre - Anna Maria di Ortenburg, nobildonna tedesca (n. 1547)
- 17 dicembre - Bernardino de Cárdenas y Portugal, diplomatico spagnolo (n. 1553)
- 18 dicembre - Cesare Caporali, poeta italiano (n. 1531)
- 27 dicembre - Giovanna di Coesme, nobile francese (n. 1560)

## Senza giorno specificato(24)
- Mihnea II Turcitul, principe (n. 1564)
- Anthony Bacon, politico, diplomatico e agente segreto inglese (n. 1558)
- Giovanni Maria Baldassini, pittore italiano (n. 1540)
- Andronico Cantacuzino, banchiere e diplomatico greco (n. 1553)
- Giovan Battista Cavalieri, incisore e editore italiano (n. 1525)
- Girolamo Dalla Casa, compositore e scrittore italiano
- Ambrogio Di Negro, doge (n. 1519)
- Teodoro Ghisi, pittore italiano (n. 1536)
- Francesco Masini, nobile, pittore e architetto italiano
- Thomas Nashe, poeta, scrittore e drammaturgo inglese (n. 1567)
- Paris Nogari, pittore italiano (n. 1536)
- Baba Novac,  turco
- Ogawa Suketada, militare giapponese (n. 1549)
- Giulio Cesare Pascali, poeta italiano (n. 1527)
- Giovanni Battista Ramenghi, pittore italiano (n. 1521)
- Christoph Rothmann, matematico e astronomo tedesco
- Lorenzo Sauli, doge (n. 1535)
- Leonhart Schröter, compositore tedesco (n. 1532)
- Achille Sergardi, vescovo cattolico italiano
- Massimiliano II Stampa, nobile, religioso e scrittore italiano (n. 1546)
- Sōma Moritane, militare giapponese (n. 1529)
- Antonio Valente, compositore e organista italiano
- Cesare Vecellio, pittore e disegnatore italiano (n. 1521)
- Philip Vinckeboons, pittore fiammingo (n. 1545)